# Eucryphia wilkiei
Eucryphia wilkiei är en tvåhjärtbladig växtart som beskrevs av B.P.M. Hyland. Eucryphia wilkiei ingår i släktet Eucryphia och familjen Cunoniaceae. Inga underarter finns listade i Catalogue of Life.